# 기다촌 (미에현)
기다촌(城田村)은 미에현 와타라이군에 있던 촌이다. 현재의 이세시 북서부에 해당한다.

## 역사
- 1889년 4월 1일 - 정촌제 시행에 의해 와타라이군 기다촌이 성립하였다.
- 1955년 1월 1일 - 우지야마다시에 편입해, 동일 기다촌은 폐지되었다.

## 교통

### 철도
- 산구급행전철 (현 긴키 닛폰 철도)

## 참고문헌
- 角川日本地名大辞典 24 三重県